# Belgische verkiezingen 1950
De derde Belgische verkiezingen na de Tweede Wereldoorlog vonden plaats op zondag 4 juni 1950. Tegelijk met het parlement (Kamer en Senaat) werden de negen provincieraden verkozen.
Teneinde de Koningskwestie de wereld uit te helpen, verkregen de christendemocraten in 1950 een referendum. De uitslag ervan was dat de koning mocht terugkomen, al bleek het land zeer sterk verdeeld te zijn. De verkiezingen van hetzelfde jaar leverden de CVP de absolute meerderheid in de Kamer. De CVP vormde de regering-Duvieusart en besloot dat Leopold III opnieuw de troon mocht bekleden, al zou ze later moeten wijken voor straatgeweld. 

## Resultaten
- Ingeschreven kiezers: 5.635.452
- Neergelegde stemmen (Kamer): 5.219.278
  - Blanco / Ongeldig: 276.471 (5,3%)
  - Geldige stemmen: 4.942.807 (94,7%)
- Neergelegde stemmen (Senaat): 4.965.665
  - Blanco / Ongeldig: 280.854 (5,7%)
  - Geldige stemmen: 4.684.811 (94,3%)

| Partij | Partij                              | Stemmen (Kamer) | %     | Kamer    | Senaat  |
| ------ | ----------------------------------- | --------------- | ----- | -------- | ------- |
|        | CVP/PSC                             | 2.356.608       | 47.7% | 108 (+3) | 54 (—)  |
|        | BSP/PSB                             | 1.705.781       | 34.5% | 73 (+7)  | 37 (+4) |
|        | LP/PL                               | 556.102         | 11.3% | 20 (-9)  | 10 (-4) |
|        | KPB/PCB                             | 234.541         | 4.7%  | 7 (-5)   | 3 (-2)  |
|        | Kartel van liberalen en socialisten | 87.252          | 1.8%  | 4 (+4)   | 2 (+2)  |
|        | Cosmocraten                         | 1535            | 0,03% |          |         |
|        | PARTI PATRIOTIQUE BELGE             | 656             | 0,01% |          |         |
|        | onafh/isolés                        | 332             | 0,01% |          |         |
| Totaal | Totaal                              | 4.942.807       | 100%  | 212      | 106     |

Naast de 106 rechtstreeks verkozen senatoren, waren er ook 46 provinciale senatoren en 23 gecoöpteerde senatoren. In totaal waren er dus 175 senatoren.

## Verkozenen
- Kamer van volksvertegenwoordigers (samenstelling 1950-1954)
- Samenstelling Belgische Senaat 1950-1954

## Regeringsvorming
Na de verkiezingen werd de regering-Duvieusart gevormd.